# Карамзино (Вазузское сельское поселение)
Карамзино — деревня в Зубцовском районе Тверской области, входит в состав Вазузского сельского поселения.  

## География
Деревня расположена в 20 километрах к югу от районного центра Зубцов, на реке Березуйке. К северу от Зубцова есть еще одна деревня Карамзино, бывшего Пищалинского сельского округа.

## История
По данным 1859 года деревня имела 191 житель при 20 дворах. Во второй половине XIX — начале XX века деревня относилась к Березуйскому приходу Игнатовской волости Зубцовского уезда Тверской губернии. В 1888 году 36 дворов, 216 жителей, постоялый двор, кузница, мелочная лавка. В 1918—21 годах Карамзино — центр Игнатовской волости и одноименного сельсовета Зубцовского уезда, в 1925 — центр одноименного сельсовета Артемовской волости Ржевского уезда, по переписи 1920 — 40 дворов, 237 жителей.
В 1997 году — 73 хозяйств, 213 жителей. Центральная усадьба АО «Высота», неполная средняя школа, ДК, библиотека, медпункт, отделение связи, магазин.
До 2006 года деревня была центром Карамзинского сельского округа. До 2010 года в деревне действовала Карамзинская основная школа. 

## Население
| 1859 | 1888 | 1920 | 1997 | 2002 | 2009 | 2010 |
| ---- | ---- | ---- | ---- | ---- | ---- | ---- |
| 126  | ↗216 | ↗237 | ↘213 | ↘168 | ↘159 | ↘126 |

## Достопримечательности
Братская могила и памятник бойцам Красной Армии, погибшим во время Великой Отечественной войны (в 1942—1943 годах).